# Уряд Йорданії
Уряд Йорданії — вищий орган виконавчої влади Йорданії.

## Голова уряду
- Прем'єр-міністр — Гані Мулькі (англ. Hani Mulki).
- Віце-прем'єр-міністр — Нассер Юдех (англ. Nasser Judeh).
- Віце-прем'єр-міністр — Мохаммад Тхнейбат (англ. Mohammad Thneibat).
- Віце-прем'єр-міністр з економічних питань — Джавад Анані (англ. Jawad Anani).

## Кабінет міністрів
Склад чинного уряду подано станом на 3 червня 2016 року.
| Логотип | Міністерство                                                                       | Міністр                               | Фото | Час на посаді | Час на посаді | Партія | Партія | Вебсайт |
| ------- | ---------------------------------------------------------------------------------- | ------------------------------------- | ---- | ------------- | ------------- | ------ | ------ | ------- |
|         | Міністерство вакфу                                                                 | Ваель Арабіят (Wael Arabiyat)         |      |               |               |        |        |         |
|         | Міністерство внутрішніх справ                                                      | Саламах Хамад (Salamah Hammad)        |      |               |               |        |        |         |
|         | Міністерство водних ресурсів та іригації                                           | Хазім Нассер (Hazem Nasser)           |      |               |               |        |        |         |
|         | Міністерство екології                                                              | Ясін Хаят (Yaseen Khayyat)            |      |               |               |        |        |         |
|         | Міністерство енергетики і мінеральних ресурсів                                     | Ібрагім Сейф (Ibrahim Saif)           |      |               |               |        |        |         |
|         | Міністерство житлово-комунального господарства і житлово-комунального господарства | Самі Халасех (Sami Halaseh)           |      |               |               |        |        |         |
|         | Міністерство закордонних справ і експатріатів                                      | Нассер Юдех (Nasser Judeh)            |      |               |               |        |        |         |
|         | Міністерство інформації та зв'язку                                                 | Маджд Швейках (Majd Shweikah)         |      |               |               |        |        |         |
|         | Міністерство культури                                                              | Адель Твейсі (Adel Tweisi)            |      |               |               |        |        |         |
|         | Міністерство молоді                                                                | Рамі Врейкат (Rami Wreikat)           |      |               |               |        |        |         |
|         | Міністерство муніципальних справ                                                   | Валід Масрі (Walid Masri)             |      |               |               |        |        |         |
|         | Міністерство оборони                                                               | Гані Мулькі (Hani Mulki)              |      |               |               |        |        |         |
|         | Міністерство освіти                                                                | Мохаммад Тхнейбат (Mohammad Thneibat) |      |               |               |        |        |         |
|         | Міністерство освіти і науки                                                        | Ваджих Овейс (Wajih Oweis)            |      |               |               |        |        |         |
|         | Міністерство охорони здоров'я                                                      | Махмуд Шеяб (Mahmoud Sheyab)          |      |               |               |        |        |         |
|         | Міністерство планування і міжнародної кооперації                                   | Імад Фахурі (Imad Fakhoury)           |      |               |               |        |        |         |
|         | Міністерство праці                                                                 | Алі Гезаві (Ali Ghezawi)              |      |               |               |        |        |         |
|         | Міністерство промисловості та торгівлі                                             | Джавад Анані (Jawad Anani)            |      |               |               |        |        |         |
|         | Міністерство розвитку державного сектора                                           | Ясіра Гошех (Yaserah Ghosheh)         |      |               |               |        |        |         |
|         | Міністерство соціального розвитку                                                  | Хавла Армуті (Khawla Armouti)         |      |               |               |        |        |         |
|         | Міністерство сільського господарства                                               | Реда Хавалдех (Reda Khawaldeh)        |      |               |               |        |        |         |
|         | Міністерство транспорту                                                            | Єх'я Кісбі (Yehya Kisbi)              |      |               |               |        |        |         |
|         | Міністерство туризму                                                               | Ліна Еннаб (Lina Ennab)               |      |               |               |        |        |         |
|         | Міністерство у справах політики та парламенту                                      | Муса Маайта (Musa Maaytah)            |      |               |               |        |        |         |
|         | Міністерство фінансів                                                              | Омар Мальхас (Omar Malhas)            |      |               |               |        |        |         |
|         | Міністерство юстиції                                                               | Бассам Талхуні (Bassam Talhouni)      |      |               |               |        |        |         |

### Державні міністри
| Посада                                                    | Міністр                           | Фото | Час на посаді | Час на посаді | Партія | Партія |
| --------------------------------------------------------- | --------------------------------- | ---- | ------------- | ------------- | ------ | ------ |
| Державний міністр Йорданії                                | Халід Хунейфат (Khaled Huneifat)  |      |               |               |        |        |
| Державний міністр Йорданії у справах медіа та комунікацій | Мохаммад Момані (Mohammad Momani) |      |               |               |        |        |
| Державний міністр Йорданії у справах прем'єр-міністра     | Фаваз Іршейдат (Fawaz Irsheidat)  |      |               |               |        |        |